# اختلافات جنسية في الذكاء العاطفي
ينطوي الذكاء العاطفي (اختصارًا EI) على تسخير القدرات المعرفية والعاطفية واستخدامها في العلاقات بين الأفراد والمجموعات الاجتماعية، فضلًا عن استخدامها في إدارة الشخص لحالاته العاطفية. يشتمل الذكاء العاطفي على مجموعة من القدرات، كالإدراك الاجتماعي والتقمص الوجداني والتفكير في عواطف الآخرين. 
خلصت الأدبيات الحالية إلى ارتفاع القدرة على ممارسة الذكاء العاطفي لدى النساء مقارنةً بالرجال، وذلك بالاستناد إلى اختبارات القدرة الشائعة مثل اختبار ماير-سالوفي-كارسو للذكاء العاطفي (إم. إس. سي. إي. آي.تي.) واختبار الذكاء العاطفي الحديث. 
كشفت كل من المراجعات والتحليلات التلوية ودراسات المقاييس الفيسيولوجية والاختبارات السلوكية والتصوير العصبي للدماغ عن نتائج متباينة. لم تثبت المقاييس التجريبية والعصبية النفسية وجود أي تأثير جنسي يمكن التعويل عليه، بينما أشارت بيانات الإبلاغ الذاتي إلى ارتفاع نسبة التقمص الوجداني لدى الإناث.

## الذكاء العاطفي
ينطوي الذكاء العاطفي على تسخير القدرات المعرفية والعاطفية واستخدامها في العلاقات بين الأفراد والمجموعات الاجتماعية، فضلًا عن استخدامها في إدارة الشخص لحالاته العاطفية. يستطيع الشخص الذي يتمتع بقدرة عالية على ممارسة الذكاء العاطفي إدراك العواطف والتعبير عنها بدقة، بالإضافة إلى امتلاكه القدرة على توليد العواطف عند الحاجة بغية تحسين علاقته مع نفسه ومع الآخرين. يوجد أربع قدرات متعلقة بالذكاء العاطفي وفقًا لنموذج الذكاء العاطفي ذو الفروع الأربعة:
1. الإدراك – أي القدرة على تعقب العواطف في الوجوه والصور والأصوات والقطع الأثرية الثقافية وتحليلها، ويشمل أيضًا القدرة على تحديد الشخص لعواطفه. يمثل إدراك العواطف جانبًا أساسيًا للذكاء العاطفي، وذلك لأنه يتيح جميع عمليات المعالجة الأخرى المرتبطة بالمعلومات العاطفية. [15][16][17]
2. التيسير – أي القدرة على استخدام العواطف في الأنشطة المعرفية المختلفة كالتفكير وحل المشكلات والتفاعل مع الآخرين مثلًا. يستطيع الشخص الذكي عاطفيًا الاستفادة من حالته المزاجية المتقلبة كليًا لتلائم المهمة التي يقوم بها على أفضل وجه. على سبيل المثال، استخدام الشخص لعواطفه بغرض تحفيز نفسه. [15][16]
3. الفهم – أي القدرة على معالجة اللغة العاطفية وفهم السبب وراء اختبار شخص ما -أو الشخص نفسه- لشعور ما. ينطوي فهم العواطف أيضًا على قدرة الشخص على الإحساس بالتغييرات الطفيفة التي تحدث بين اختبار عواطف مختلفة، والقدرة على ملاحظة كيفية تطور العواطف مع مرور الوقت ووصف هذا التطور. [15][16]
4. الإدارة – أي قدرة الفرد على إدارة عواطفه وعلاقاته العاطفية مع الآخرين. يستطيع الشخص الذكي عاطفيًا استخدام أي نوع من أنواع العواطف في سعيه لتحقيق أي هدف من أهدافه.[15][16]

## الاختبارات

### اختبار ماير-سالوفي-كارسو للذكاء العاطفي
يُستخدم اختبار ماير-سالوفي-كارسو للذكاء العاطفي لحساب معدل الذكاء العاطفي (إي. آي. كيو.). تشتمل النتائج العامة على معدل الذكاء العاطفي التجريبي ومعدل الذكاء العاطفي الاستراتيجي. يتضمن معدل الذكاء العاطفي التجريبي القدرة على ملاحظة العواطف ومقارنتها بغيرها من الأحاسيس، بالإضافة إلى ملاحظة ارتباطها بعملية التفكير. يكز معدل الذكاء العاطفي الاستراتيجي على المعنى الكامن وراء العواطف، وكيفية تأثير العواطف على العلاقات، وكيفية التحكم بهذه العواطف. تشتمل النتائج الفرعية –بعد النتائج العامة- على أربعة أقسام مختلفة: إدراك العواطف، واستخدام العواطف، وفهم العواطف، وإدارة العواطف. يحلل الاختبار –مستخدمًا هذه الفئات- قدرة الأشخاص على أداء المهام وحل المشكلات والحالات العاطفية. لا تُستخدم تقييمات التصور الذاتي في هذا الاختبار. 
نُشرت دراسة جامعية أجريت على 264 شخصًا في مجلة بيرسونالتي أند إنديفيدجوال ديفرينسيز في عام 2004، إذ وجدت هذه الدراسة ارتفاعًا في درجات النساء على جميع مقاييس اختبار ماير-سالوفي-كارسو للذكاء العاطفي مقارنةً بالرجال. نُشرت دراسة أخرى اُجريت على 330 شخص في العام ذاته والمجلة نفسها، إذ خلصت هذه الدراسة إلى تسجيل النساء درجات أعلى بكثير فيما يتعلق بالقدرة على ممارسة الذكاء العاطفي مقارنةً بالرجال. بيّنت دراسة أخرى أُجريت على 946 شخص في عام 2006 بجهود من جامعتي مالقة وييل والباحث بيتر سالوفي ارتفاعًا ملحوظًا في درجات النساء على النطاق العام وعلى الأصعدة الفرعية. نُشر تحليل تلوي للباحثين دانا إل. جوزيف ودانيال إيه. نيومان في مجلة أبلايد سايكولوجي في عام 2010، إذ خلص هذا التحليل إلى تسجيل النساء درجات أعلى من الرجال بمعدل نصف انحراف تقريبًا، أي ما يعادل 6-7 نقاط. نُشرت دراسة للباحثين أنتونييتا كورسي وتيزيانا لانسيانو في عام 2013 في مجلة بيرسونالتي أسيسمينت، تماشت نتائج هذه الدراسة مع نتائج الدراسات السابقة التي بيّنت امتلاك النساء لقدرات ذكاء عاطفي أعلى من الرجال. نشر الباحثان جيرزي ووجسيتشوفسكي وماسيج ستولارسكي دراسةً في مجلة بلوس ون في عام 2014، إذ خلصت الدراسة إلى وجود اختلافات لصالح النساء في اختبارات الذكاء العاطفي القائمة على الأداء، الأمر الذي يدعم الفرضية الشائعة التي تقول بتسجيل النساء درجات أعلى من الرجال. نُشرت دراسة للباحثة تيزيانا كوارتو في عام 2016 في مجلة بلوس ون، إذ أكدت هذه الدراسة تمتع النساء بقدرات أعلى فيما يتعلق بالذكاء العاطفي، وذلك بعد إجراء الدراسة على مجموعة مكونة من 63 شخصًا. 

### اختبار الذكاء العاطفي
يستند هذا الاختبار إلى النظرية التي وضعها كل من بيتر سالوفي وجون ماير، والتي تنص على امتلاك الذكاء العاطفي فئات متميزة عن بعضها البعض ومترابطة فيما بينها في آن واحد. هناك أربع فئات للذكاء العاطفي.
1. تسمّى الفئة الأولى بإدراك العواطف. تتضمن هذه الفئة القدرة على إدراك العواطف وتحديدها والتعرف عليها بشكل صحيح.
2. تتجسد الفئة الثانية في استخدام العواطف بغرض تسهيل التفكير، أي فهم العواطف ثم التفكير وإيجاد حل للمشاكل.
3. يمثل فهم العواطف الفئة الثالثة، إذ يشتمل على فهم المحفزات العاطفية ومراحل المعالجة العاطفية.
4. تُسمى الفئة الرابعة بإدارة العواطف. تتضمن هذه الفئة القدرة على تنظيم العواطف والتعامل مع الآخرين أيضًا.

يستخدم اختبار الذكاء العاطفي هذه الفئات الأربعة في هيكله.
يركز اختبار الذكاء العاطفي على قياس قدرات الأشخاص، ويتسم بكونه اختبارًا صالحًا من الناحية الإيكولوجية، فضلًا عن استناده في التقييم إلى أحكام الخبراء (وليس الإحصاءات السكانية). يختبر هذا الاختبار العديد من القدرات، متفوقًا بذلك على اختبارات الذكاء العاطفي الأخرى. تشتمل هذه القدرات على الذكاء السلس، والذكاء اللغوي، والشخصية، وإدراك العاطفة، والذكاء العاطفي المبلغ عنه بشكل ذاتي. يُمكن اعتبار هذا الاختبار بمثابة اختبار بديل وصالح لاختبار ماير-سالوفي-كارسو للذكاء العاطفي.
نُشرت دراسة وتحليل تلوي في مجلة بلوس ون في عام 2014، أُجريت هذه الدراسة على 8,979 مشاركًا ووجدت ارتفاعًا في الدرجات الإجمالية للإناث في جميع جوانب القدرات المتعلقة بالذكاء العاطفي. عمل كل من الباحثين ماغدالينا شميا وياروسلاف أورزيشوفسكي وماسيج إس. ستولارسكي على هذا التحليل الذي شمل جامعات مختلفة في جميع أنحاء بولندا. خلص هؤلاء الباحثون –في دراسة أخرى-  إلى تفوق النساء في اكتشاف الخداع فيما يتعلق بالعواطف البسيطة والحالات العاطفية غير المتسقة –أي العواطف المعقدة والخفية- على الرغم من إظهار كلا الجنسين براعةً في التعرف على الترابط في حالة العواطف البسيطة. بلغت الفروق في حجم الانحراف 0.32، وعزا الباحثون هذا الأمر إلى ارتفاع مستوى الذكاء العاطفي لدى النساء مقارنةً بالرجال.